# SIK-Arbeitsgruppe Geografische Informationssysteme
Die SIK-Arbeitsgruppe Geografische Informationssysteme (SIK-GIS) war von 1990 bis Ende 2018 eine Fachgruppe der Schweizerischen Informatikkonferenz (SIK). Zu den Zielen gehörten die gemeinsame Förderung von Geoinformationssystemen (GIS) in der öffentlichen Verwaltung, die gemeinsame Behandlung von Fragestellungen und Koordination der Aktivitäten. Die SIK-GIS liess Studien über aktuelle GIS-Themen erarbeiten und führte Veranstaltungen durch, um diese Studien einem grösseren Publikum vorzustellen und zur Diskussion zu stellen.

## Mitglieder

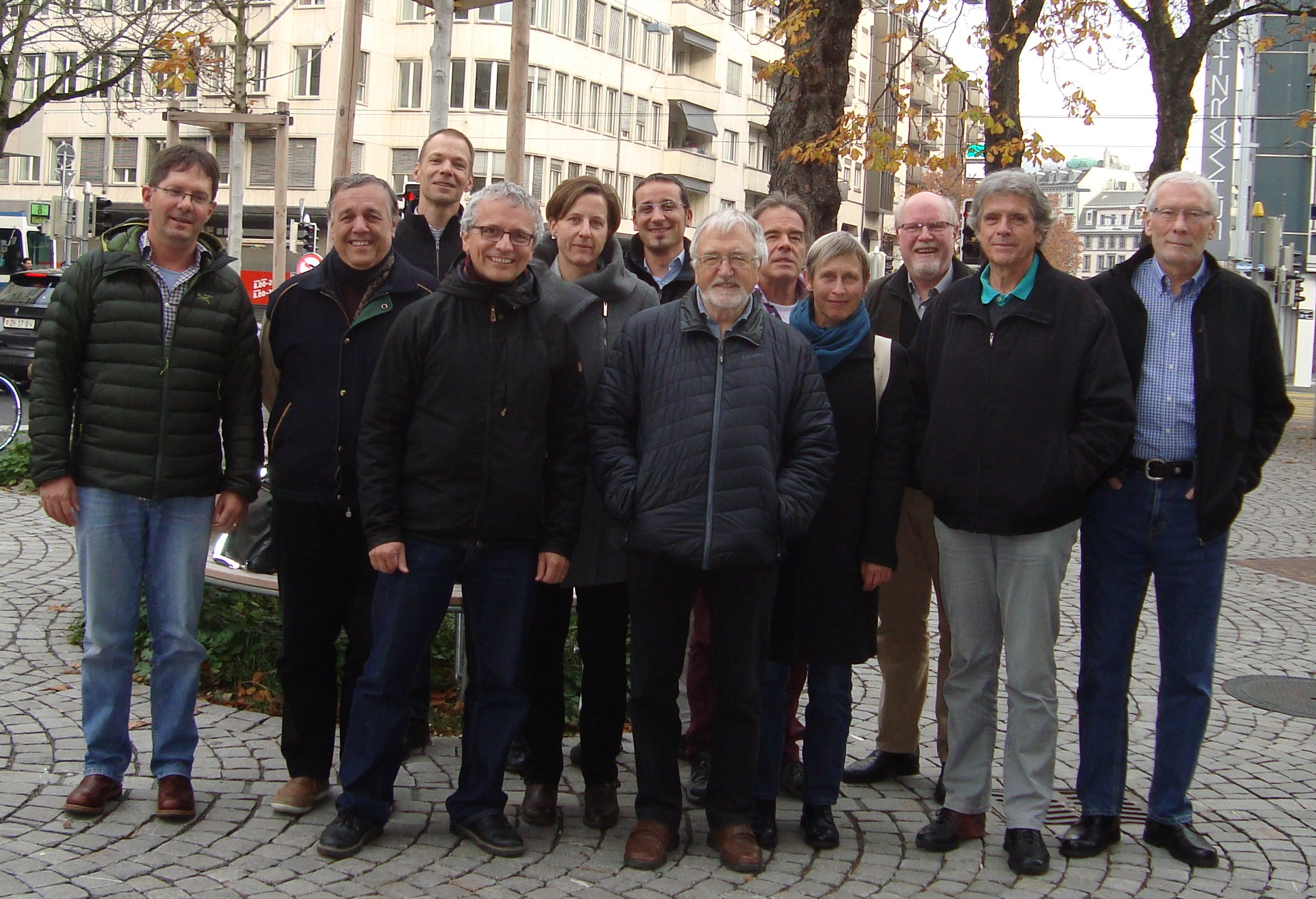
Gruppenbild SIK-GIS mit einigen aktuellen und ehemaligen Mitgliedern, 2018

Mitglieder der SIK-GIS waren Vertreter der öffentlichen Verwaltung auf Stufe Bund, Kantone sowie Städten und Gemeinden. Ehemalige Mitglieder:
- Bund: Bundesamt für Landestopografie (swisstopo), Bundesamt für Statistik (BFS), Bundesamt für Umwelt (BAFU, ehemals BUWAL)
- Kantone: AG, BL, BE, GE, GR, LU, SG, TG, VD, ZG und ZH
- Städte: Stadt Bern und Stadt Zürich
- Gemeinden: Gemeinden des Kantons Thurgau

## Geschichte

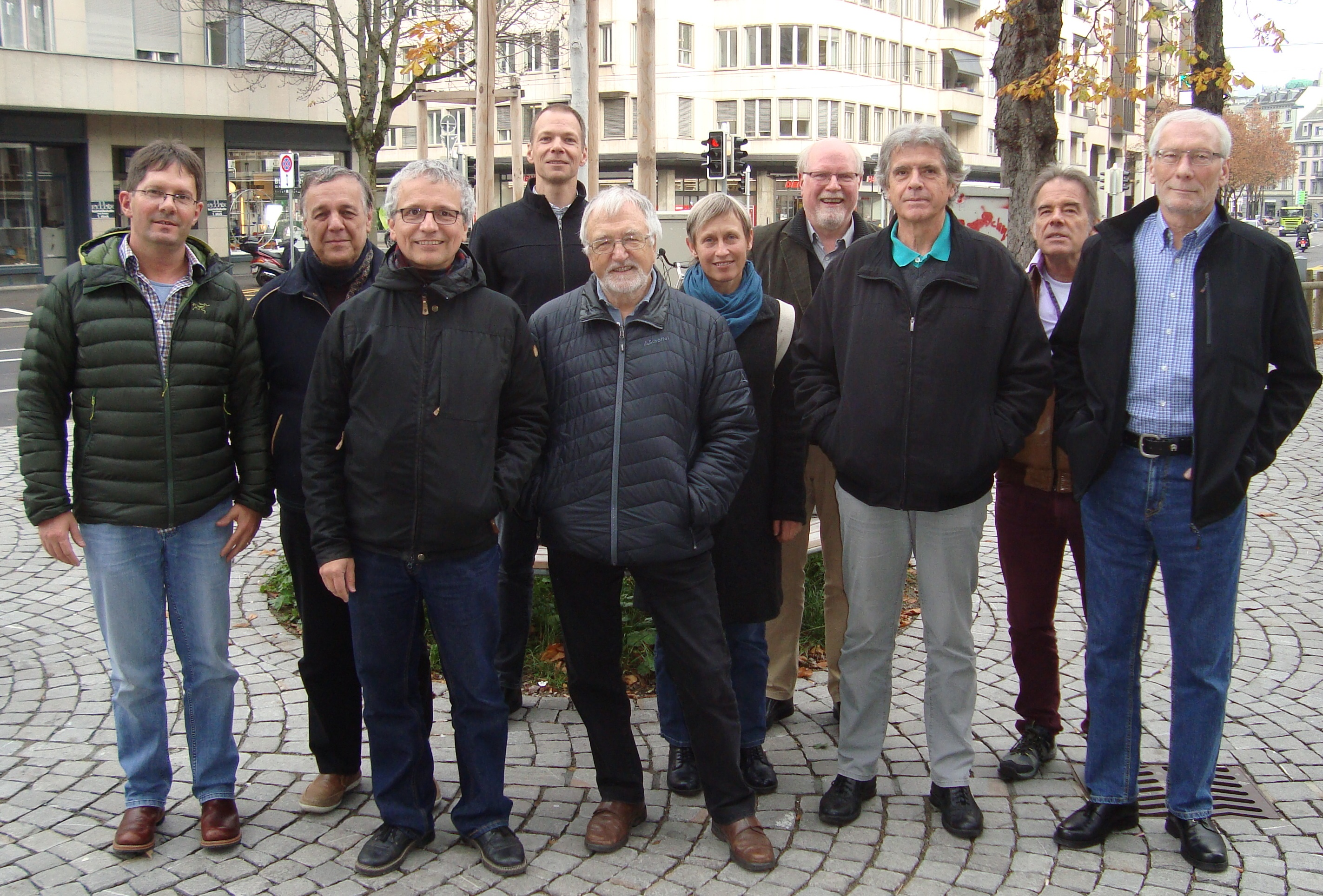
Präsidenten SIK-GIS 1990–2018 (ohne Thomas Hardmeier), 2018

Die SIK-GIS wurde 1990 vom Vorstand und der Arbeitskonferenz der SIK eingesetzt, um sich näher mit dem neuen Arbeitsinstrument GIS, den darin verwalteten Geodaten und den damit zusammenhängenden Methoden und Technologien zu befassen. Die SIK-GIS gehörte zu den Gründungsmitgliedern der Schweizerischen Gesellschaft für Geoinformation (SOGI). Die SIK-GIS wirkte als Pioniergruppe in der Entwicklung von GIS in der Schweiz. Diverse Koordinationsaufgaben wurden inzwischen von anderen Organisation übernommen. Das stark anwachsenden Arbeitsvolumen bei den GIS-Fachstellen, das im Zusammenhang steht mit Umsetzungsarbeiten zum Geoinformationsgesetz des Bundes (GeoIG), hat dazu geführt, dass es zusehends schwieriger wurde Mitglieder für die Arbeitsgruppe zu finden. Deshalb hat die SIK-GIS-Arbeitsgruppe am 22. März 2018 beschlossen, beim Vorstand der SIK per Ende 2018 die Auflösung der Arbeitsgruppe zu beantragen. Am 2. Mai 2018 hat der Vorstand der SIK beschlossen, gemäss Antrag die Arbeitsgruppe aufzulösen.
Präsidentschaften der SIK-GIS:
- 1990 – 2003 Tobias Ledergerber Kanton Bern
- 2004 – 2007 August Keller Kanton Aargau
- 2008 Martin Schlatter Kanton Zürich
- 2009 Rainer Humbel Bundesamt für Statistik
- 2010 Lucien Imhof Kanton Waadt
- 2011 René L’Eplattenier Kanton St. Gallen
- 2012 Thomas Hardmeier Kanton Bern
- 2013 Peter Mächler Kanton Thurgau
- 2014 Daniel Peter Kanton Luzern
- 2015 Christine Egli Kanton Aargau
- 2016 Bastian Graeff Stadt Zürich
- 2017 Martin Schlatter Bundesamt für Landestopografie (swisstopo)
- 2018 René L’Eplattenier Kanton St. Gallen

## Berichte/Aktivitäten
- 1990 – 1994 Umfrage und SIK-GIS Empfehlungen
- 1996 – 1999 SIK-GIS Dateninventar (Metadaten)
- 2000 Rechtlicher Regelungsrahmen raumbezogener Daten[2]
- 2001 – 2002 Tarifierungsstrategien bei Geodaten[3]
- 2003 e-geo.ch[4]
- 2004 Gründung Konferenz der kantonalen Geoinformationsstellen (KKGEO/CCGEO) Nachfolgeorganisation seit 1. Januar 2021: Konferenz der kantonalen Geoinformations- und Katasterstellen (KGK-CGC)
- 2004 Geoinformationsgesetz (GeoIG)[5]
- 2004 Raumkataster aus Sicht der öffentlichen Verwaltung[6]
- 2005 Toponymische Richtlinien[7]
- 2005 Rechtliche Aspekte eines Raumkatasters – Teil öffentlich-rechtliche Eigentumsbeschränkungen (ÖREB)[8]
- 2005 Geoinformationsgesetz (GeoIG)[9]
- 2006 Leitfaden Toponymie[10]
- 2007 Verordnungen des Geoinformationsgesetzes (GeoIG)[11]
- 2007 Praktische Umsetzung des Raumkatasters – Teil öffentlich-rechtliche Eigentumsbeschränkungen (ÖREB)[12]
- 2008 – 2009 Historisierung, Nachhaltige Verfügbarkeit und Archivierung von Geodaten[13]
- 2010 Vom Raumkataster zum Kataster der öffentlich-rechtlichen Eigentumsbeschränkungen (ÖREB)[14]
- 2011 Weisungen für die Schreibweise von Lokalnamen[15]
- 2011 – 2012 Geokategorien[16]
- 2013 – 2015 Nachhaltige Verfügbarkeit und Archivierung von Geodaten[17]
- 2016 – 2017 Leitfaden Open Government Data (OGD) für Geodaten[18]